# Eremotherium
Az Eremotherium az emlősök (Mammalia) osztályának vendégízületesek (Xenarthra) öregrendjébe, ezen belül a szőrös vendégízületesek (Pilosa) rendjébe és a fosszilis óriáslajhár-félék (Megatheriidae) családjába tartozó nem.

## Előfordulásuk
Az Eremotherium-nem egyaránt megtalálható Dél- és Észak-Amerikában is. A pliocén korban, az állat átkelt a Panama-földszoroson Észak-Amerikába, ahol a pleisztocén korban élt 4,9 millió - 11 000 évvel ezelőtt.

## Rendszertani besorolása
Az Eremotherium nevet Spillmann adta 1948-ban és ő helyezte a nevet az óriáslajhár-félék közé. A családba való sorolást Carroll 1988-ban és Cisneros 2005-ben megerősítette. Gaudin 1995-ben a Megatheriinae alcsaládba helyezte a nemet.

## Rendszerezés
A nembe az alábbi 3 faj tartozik:
- Eremotherium eomigrans De Iullis & Cartelle, 1999
- Eremotherium laurillardi Lund, 1842
- Eremotherium rusconi (Schaub, 1935) - 6 méter hosszú és 3 tonna tömegű is lehetett[2]

### Fordítás
- Ez a szócikk részben vagy egészben  az   Eremotherium című angol Wikipédia-szócikk ezen változatának fordításán alapul.  Az eredeti cikk szerkesztőit annak laptörténete sorolja fel. Ez a jelzés csupán a megfogalmazás eredetét és a szerzői jogokat jelzi, nem szolgál a cikkben szereplő információk forrásmegjelöléseként.